# ミル・ヒル・スクール
ミル・ヒル・スクール（英：Mill Hill School）はロンドン北部にある男女共学の私立校。生徒数はおよそ640人であり、HMCに加盟している。
植物学者のピーター・コリンソン、外交官のアーネスト・サトウなどの母校でもある。

## 歴史
1807年1月にミル・ヒル・スクールはJohn Pye Smithなどによって男子校として創立された。ロンドン郊外に学校を建てることによって生徒により良い環境で勉強に専念させることが可能になった。現在も緑豊かな学校でありロンドン市民にとても好評を受けている。開校当時はRev J Atkinsonが校長であり、Peter Collinsonを含む20人の生徒がいた。
ミル・ヒル・スクールのキャンパスは約0.49 平方キロメートルであり、ロンドン市内の他の学校より広い。